# Robiquetia tongaensis
Robiquetia tongaensis är en orkidéart som beskrevs av Phillip James Cribb och Paul Ormerod. Robiquetia tongaensis ingår i släktet Robiquetia och familjen orkidéer. Inga underarter finns listade i Catalogue of Life.